# 釣魚台国賓館
座標: 北緯39度54分59秒 東経116度19分33秒 / 北緯39.91639度 東経116.32583度
釣魚台国賓館（ちょうぎょだいこくひんかん）は、中華人民共和国の北京市海淀区甘家口にある国立の迎賓館。国内外の賓客用の宿泊施設、会議場、庭園などがある。
名前の由来は、金の皇帝、章宗が同地の池に釣り場を設けたことによる（中国語で尖閣諸島を指す「釣魚台列嶼」と直接の関係はない）。池と周辺は後に清の乾隆帝によって皇帝所有の庭園である皇家園林「玉淵潭」として整備され、同国賓館はその一角に建築された。

## 概要
- 敷地は、南北1km、東西0.5km、総面積42万m2。湖水部分の面積は5万m2。建物の総床面積は16.5万m2。
- 中華人民共和国成立10周年を記念した建設事業である「十大建築」の一つとして、1958年から1959年にかけて大規模な増改築が行われ、国内外の政府高官を宿泊させるための施設として整備された。
- 文化大革命下においては、文化大革命の首謀者の一人であった江青の住居として独占的に使用された。
- 北朝鮮の核問題を話し合う六者会合など数々の外交舞台となった。
- 2000年以降は、一般客も宿泊可能となった。

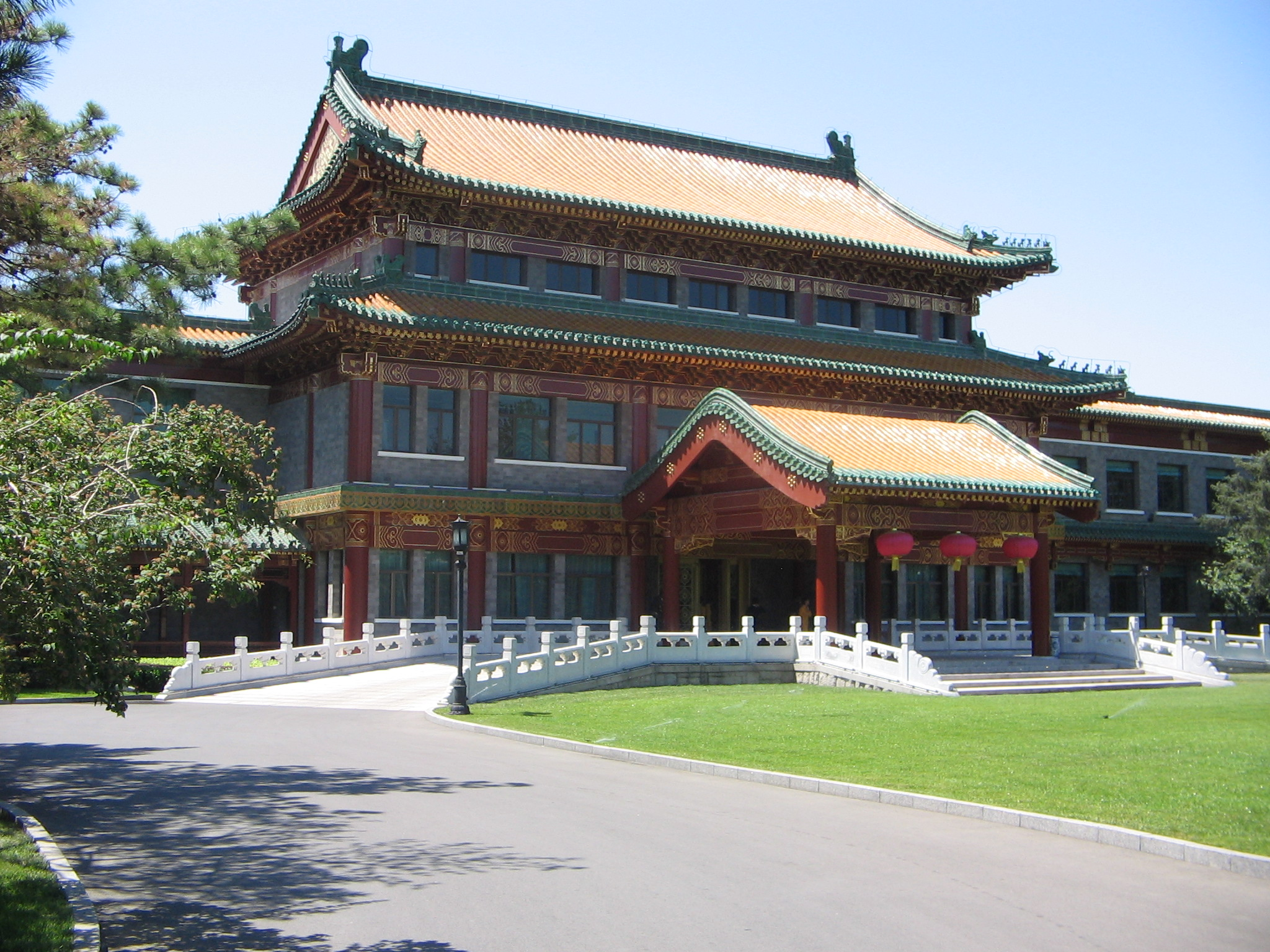
18号楼

## アクセス
- 北京地下鉄1号線　木樨地駅
- 北京地下鉄16号線　甘家口駅

## 周辺
中央電視台、中央広播電視塔、中華世紀壇、中国人民革命軍事博物館などがある。